# 第二高原川橋梁

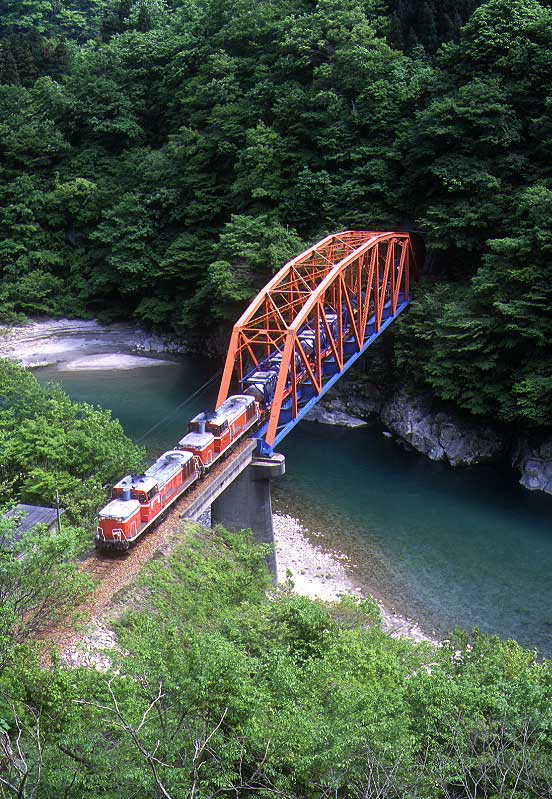
第二高原川橋梁を渡る貨物列車（2002年5月）

第二高原川橋梁（だいにたかはらがわきょうりょう）は、かつて岐阜県飛騨市（旧・吉城郡神岡町）の高原川に架かっていた神岡鉄道神岡線の鉄道橋（廃橋）である。

## 概要
国鉄神岡線（後・神岡鉄道神岡線）の猪谷駅 - 神岡駅（後・奥飛騨温泉口駅）間の建設工事に伴い、1966年（昭和41年）に完成し、同年10月6日に供用開始した。西漆山駅（後・漆山駅） - 神岡口駅（後・神岡鉱山前駅）間の神通川支流である高原川に架かる全長77mの橋梁である。
なお、トラス桁は元々国鉄常磐線の利根川橋梁として1922年（大正11年）に製作されたものであり、1962年（昭和37年）の利根川橋梁架け替えに伴いトラス桁が撤去されたが、その後本橋梁への転用に伴い1963年（昭和38年）に宮地鉄工所（現・宮地エンジニアリング）が改造を行っている。
2006年（平成18年）12月1日の神岡線全線廃止に伴い、本橋梁の供用は終了となるが、その後も解体・撤去されずに現存している。

## 諸元
- 種別 - 鋼鉄道橋
- 形式 - 1)下路式曲弦プラットトラス、2)上路式プレートガーダー
- 橋長 - 77m
- 径間数 - 2
- 支間 - 1)62.484m、2)不詳
- 線数 - 単線
- 活荷重 - E40
- 竣工 - 1966年（昭和41年）
- 施主 - 国鉄
- 橋梁設計 - 鉄道院
- 橋桁製作 - 1)東京石川島造船所（現・IHI）、2)不詳
- 橋桁改造 - 1)宮地鉄工所（設計は国鉄）

## 周辺
- 国道41号（越中東街道）